# Naming
Naming (z ang. nazewnictwo) – dział marketingu zajmujący się tworzeniem firm, nazw usług i produktów. 
Osoba odpowiedzialna za ten etap brandingu ma za zadanie opracować nazwę chwytliwą i łatwą w zapamiętaniu. Fachowe opracowanie nazwy ma na celu zwiększenie sprzedaży oraz lepsze dotarcie i utrwalenie się w umyśle konsumenta. Dział ten często kojarzony jest z copywritingiem, choć są to dwie oddzielne dziedziny, wykorzystywane jednak w wielu przypadkach w tych samych projektach i przez te same osoby.